# Cieszanów (gmina)
Cieszanów est une commune urbaine-rurale de la Voïvodie des Basses-Carpates et du powiat de Lubaczów. Elle s'étend sur 219,4 km² et comptait 7 260 habitants en 2010.

## Géographie

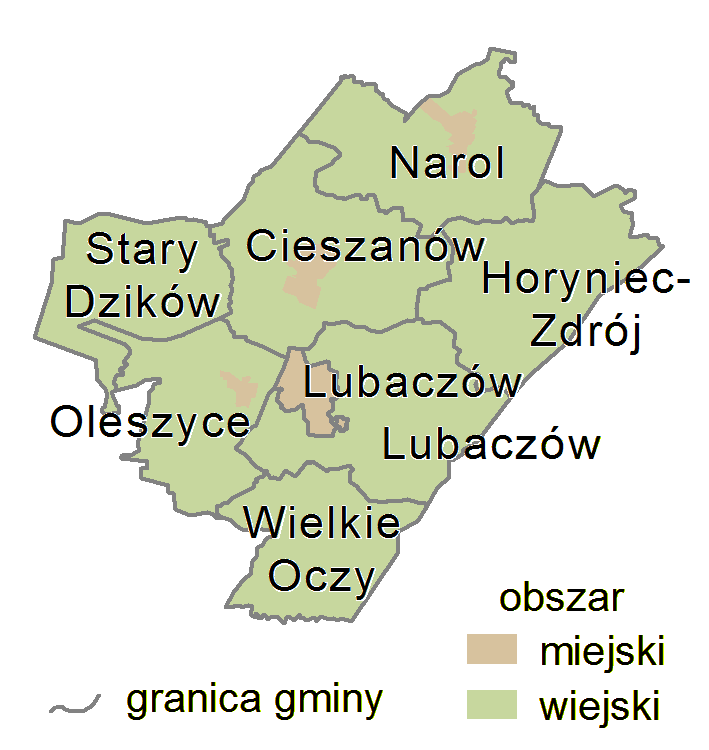
Carte du powiat (partie urbaine en marron et rurale en vert)